# Kozmice, Opava
Kozmice là một làng thuộc huyện Opava, vùng Moravskoslezský, Cộng hòa Séc.